# Bì Fújiàn
 (février 2015).
Si vous disposez d'ouvrages ou d'articles de référence ou si vous connaissez des sites web de qualité traitant du thème abordé ici, merci de compléter l'article en donnant les références utiles à sa vérifiabilité et en les liant à la section « Notes et références ».
Dans ce nom chinois, le nom de famille, Bi, précède le nom personnel.
Bì Fújiàn (毕福剑), affectueusement surnommé Bi lǎoyé (毕姥爷, grand-père Bì) ou Lǎo Bi (老毕, Le Vieux Bì) est un présentateur et journaliste de la télévision chinoise, né le 16 janvier 1959 à Dalian dans la province du Liaoning, et présentant diverses émissions sur CCTV-1 et CCTV-3.
En 1995, il accompagne la première expédition scientifique chinoise à atteindre le Pôle Nord.
Il est depuis 2004, surtout connu pour l'émission Boulevard des stars (星光大道, xīngguāng dàdào) sur CCTV-3.

## Biographie
Il entre à l'école primaire 枫林 dans l'arrondissement Zhongshan de Dalian.
De 1978 à 1985, il fait son service militaire dans la marine.
De 1985 à 1989, à l'âge de 26 ans, il réussit l'examen d'entrée à l'Université de communication de Chine (中国传媒大学) à Pékin, dans la spécialité réalisateur de télévision.
En 1995, il fait partie de la première expédition scientifique chinoise à atteindre le pôle Nord.
À partir de 2004, il présente l'émission de télévision Xingguang Dadao (星光大道).bEn octobre 2011, il est engagé comme enseignant à l'Université du Shandong.
En avril 2015, lors d'un dîner privé, Bi Fujian, insulte Mao Zedong le traitant de « fils de pute ». Puis il chante des extraits de l'opéra de «La Prise de la montagne du Tigre», un des huit opéras seuls autorisés pendant la Révolution culturelle. Il fait des commentaires critiques, indiquant que Mao la Chine à la misère. Le diner est filmé avec un smartphone. Sa diffusion sur les réseaux sociaux et fait scandale. L'animateur est suspendu de son poste. En août 2015, il est sanctionné pour ce comportement vis-à-vis de Mao Zedong.